# Maria Verelst
María Verelst (Viena, 1680 – Londres, 1744) fue una pintora inglesa del siglo XVIII. 

## Biografía
Verelst nació en Viena. Según el Rijksbureau voor Kunsthistorische Documentatie (Instituto neerlandés para la Historia del Arte, RKD), fue hija y alumna del pintor neerlandés Herman Verelst, nieta del también pintor Pieter Hermansz Verelst, sobrina y alumna de su hermano Simon Pietersz Verelst y hermana de Cornelis Verelst. Es conocida por sus miniaturas y retratos.
Según el relato de Weyerman, Verelst escuchó a algunos hombres alemanes en un teatro de Londres hablando de artistas en su lengua materna y los corrigió. Los caballeros se excusaron y continuaron hablando en italiano. María los corrigió nuevamente, y éstos continuaron en latín con la observación de que no serían interrumpidos en ese idioma. Verelst volvió a intervenir e insistió en que a las mujeres no se les podía prohibir el aprendizaje de idiomas, a pesar de que no se les permitía participar en procedimientos públicos. Los caballeros quedaron tan impresionados que le preguntaron por su ocupación. Al día siguiente fueron a visitarla, llevándole regalos y pidiéndole que hiciera sus retratos. Verelst murió en Londres.

## Árbol genealógico
| Pieter Hermansz Verelst 1618–1688 |                                  |                                  |                                  |                                  |                                  |  |  |                          |                          |                          |                          |                          |                          |  |  |                            |                            |                            |                            |                            |                            |  |  |  |  |  |  |  |  |  |  |  |  |  |  |  |  |  |  |  |  |
|                                   |                                  |                                  |                                  |                                  |                                  |  |  |                          |                          |                          |                          |                          |                          |  |  |                            |                            |                            |                            |                            |                            |  |  |  |  |  |  |  |  |  |  |  |  |  |  |  |  |  |  |  |  |
|                                   |                                  |                                  |                                  |                                  |                                  |  |  |                          |                          |                          |                          |                          |                          |  |  |                            |                            |                            |                            |                            |                            |  |  |  |  |  |  |  |  |  |  |  |  |  |  |  |  |  |  |  |  |
| Simon Pietersz Verelst 1644–1710  | Simon Pietersz Verelst 1644–1710 | Simon Pietersz Verelst 1644–1710 | Simon Pietersz Verelst 1644–1710 | Simon Pietersz Verelst 1644–1710 | Simon Pietersz Verelst 1644–1710 |  |  | Herman Verelst 1641–1690 | Herman Verelst 1641–1690 | Herman Verelst 1641–1690 | Herman Verelst 1641–1690 | Herman Verelst 1641–1690 | Herman Verelst 1641–1690 |  |  | Johannes Verelst 1648–1734 | Johannes Verelst 1648–1734 | Johannes Verelst 1648–1734 | Johannes Verelst 1648–1734 | Johannes Verelst 1648–1734 | Johannes Verelst 1648–1734 |  |  |  |  |  |  |  |  |  |  |  |  |  |  |  |  |  |  |  |  |
| Simon Pietersz Verelst 1644–1710  | Simon Pietersz Verelst 1644–1710 | Simon Pietersz Verelst 1644–1710 | Simon Pietersz Verelst 1644–1710 | Simon Pietersz Verelst 1644–1710 | Simon Pietersz Verelst 1644–1710 |  |  | Herman Verelst 1641–1690 | Herman Verelst 1641–1690 | Herman Verelst 1641–1690 | Herman Verelst 1641–1690 | Herman Verelst 1641–1690 | Herman Verelst 1641–1690 |  |  | Johannes Verelst 1648–1734 | Johannes Verelst 1648–1734 | Johannes Verelst 1648–1734 | Johannes Verelst 1648–1734 | Johannes Verelst 1648–1734 | Johannes Verelst 1648–1734 |  |  |  |  |  |  |  |  |  |  |  |  |  |  |  |  |  |  |  |  |
|                                   |                                  |                                  |                                  |                                  |                                  |  |  |                          |                          |                          |                          |                          |                          |  |  |                            |                            |                            |                            |                            |                            |  |  |  |  |  |  |  |  |  |  |  |  |  |  |  |  |  |  |  |  |
|                                   |                                  |                                  |                                  |                                  |                                  |  |  | Maria Verelst 1680–1744  | Maria Verelst 1680–1744  | Maria Verelst 1680–1744  | Maria Verelst 1680–1744  | Maria Verelst 1680–1744  | Maria Verelst 1680–1744  |  |  | Cornelis Verelst 1667–1734 | Cornelis Verelst 1667–1734 | Cornelis Verelst 1667–1734 | Cornelis Verelst 1667–1734 | Cornelis Verelst 1667–1734 | Cornelis Verelst 1667–1734 |  |  |  |  |  |  |  |  |  |  |  |  |  |  |  |  |  |  |  |  |
|                                   |                                  |                                  |                                  |                                  |                                  |  |  | Maria Verelst 1680–1744  | Maria Verelst 1680–1744  | Maria Verelst 1680–1744  | Maria Verelst 1680–1744  | Maria Verelst 1680–1744  | Maria Verelst 1680–1744  |  |  | Cornelis Verelst 1667–1734 | Cornelis Verelst 1667–1734 | Cornelis Verelst 1667–1734 | Cornelis Verelst 1667–1734 | Cornelis Verelst 1667–1734 | Cornelis Verelst 1667–1734 |  |  |  |  |  |  |  |  |  |  |  |  |  |  |  |  |  |  |  |  |
|                                   |                                  |                                  |                                  |                                  |                                  |  |  |                          |                          |                          |                          |                          |                          |  |  | William Verelst 1704–1752  |                            |                            |                            |                            |                            |  |  |  |  |  |  |  |  |  |  |  |  |  |  |  |  |  |  |  |  |

## Galería

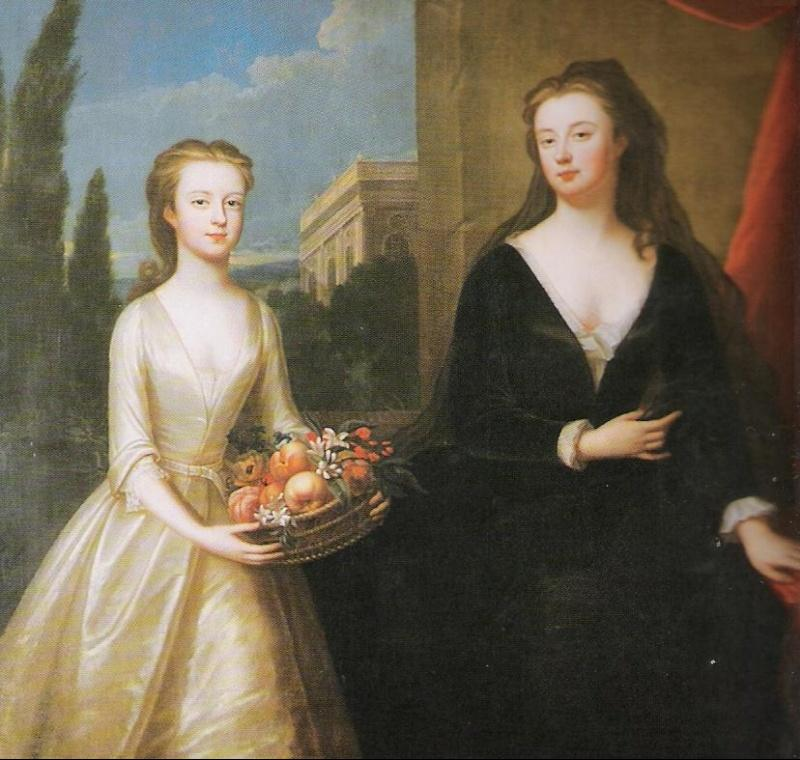
La Duquesa de Marlboro con Lady Diana Spencer. Obra de María Verelst.
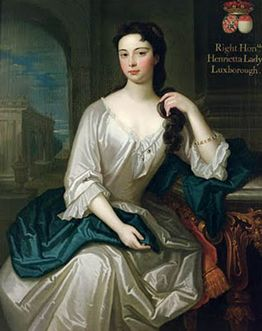
Henrietta, Lady Luxborough. Hija de Henry St John, Primer Vizconde de St John.
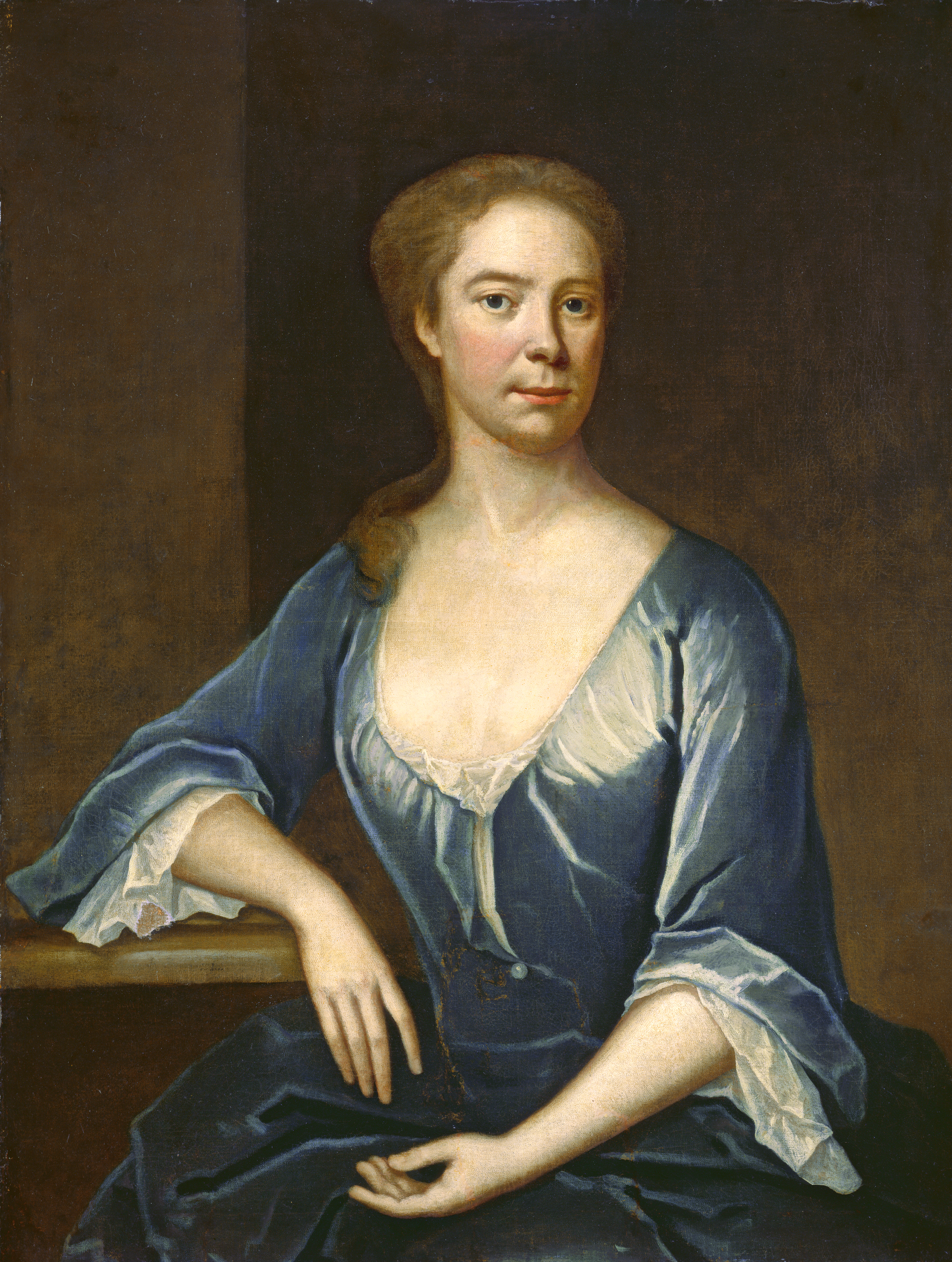
Retrato de Dama (circa 1725)
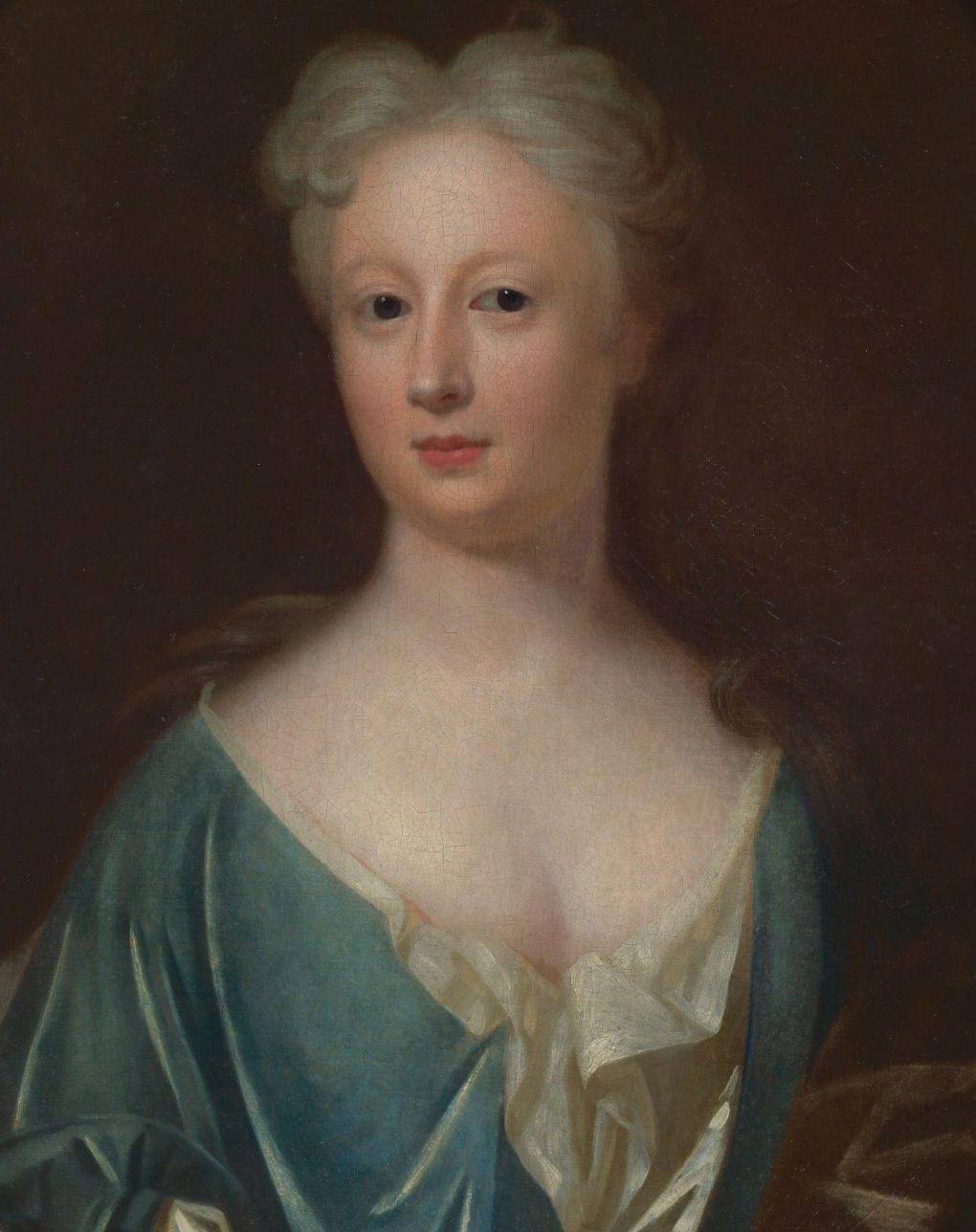
Retrato de Elizabeth "Tetty" Porter Johnson, esposa del Dr. Samuel Johnson